# 8 Zapasowy Batalion Transportowy
8 Zapasowy Batalion Transportowy (niem. Fahr-Ersatz-Abteilung 8) – jeden z niemieckich batalionów transportowych okresu III Rzeszy.
Był jednostką zapasową Infanterie-Divisions-Nachschubführer 320, sformowanego 10 grudnia 1940 w Lubece.
W I połowie 1943 jednym z żołnierzy szwadronu zdrowiejących, a następnie szwadronu marszowego 8 Zapasowego Batalionu Transportowego był Polak Karol Semik, działacz spółdzielczy ze Śląska Cieszyńskiego, przymusowo wcielony do Wehrmachtu, który zbiegł w 1943 do PSZ na Zachodzie.

## Skład w marcu 1943
- szwadron marszowy (Marschschwadron) - Bielsko (Bielitz)
- szwadron zdrowiejących (Genesenden-Schwadron) - Wadowice (Wadowitz)